# Red zvezde Indije
Red zvezde Indije (izvirno angleško The Most Exalted Order of the Star of India) je britanski viteški red, ki ga je leta 1861 ustanovila kraljica Viktorija Britanska. Od kar se je Indija osamosvojila leta 1947, niso v red sprejeli novih članov. 
Red ima tri razrede članov:
- vitez velikega križa (GCSI)
- vitez poveljnik (KCSI)
- spremljevalec (CSI).